# Antonio Vázquez Romero
Antonio Vázquez Romero (Córdoba, España, 23 de noviembre de 1951) es un ejecutivo que ejerció el cargo de presidente de IAG, el holding que agrupa a Iberia, British Airways, Vueling, Aer Lingus y Level. Anteriormente fue presidente de Iberia.

## Biografía
Antonio Vázquez, licenciado en Ciencias Económicas por la Universidad de Málaga. En 2005 fue nombrado consejero externo de la compañía española Iberia —cargo que ocupó hasta 2007— en representación de Logista, que entonces era accionista de esta compañía, y posteriormente pasa a ser presidente de IAG, el hólding que agrupa a Iberia, British Airways, Vueling y Aer Lingus.

## Trayectoria profesional
Antes de ser nombrado presidente de Iberia, Vázquez estuvo vinculado a Tabacalera, posteriormente a Altadis. Ingresó en Tabacalera en abril de 1993 como director de Desarrollo del negocio internacional. En diciembre de 1996, pasó a ocupar el cargo de director general de la División de Cigarros, que desempeñó hasta el 14 de mayo de 2005, y donde su trabajo fue decisivo para alzar a Altadis como líder en su sector.
En mayo de 2005 fue nombrado presidente del Consejo de Administración y copresidente de Altadis. En junio de ese mismo año, fue nombrado presidente de la Comisión Ejecutiva y consejero delegado del Grupo, asumiendo las responsabilidades ejecutivas.
En enero de 2008 renunció a todos sus cargos en el Grupo Altadis, dejando la compañía en el mes de agosto. En junio de ese mismo año, fue nombrado consejero de Telefónica Internacional. En 1998 fue nombrado consejero de Aldeasa, cargo que desempeñó durante 10 años.
Antes, había desarrollado su carrera profesional durante 15 años, entre 1978 y 1993, en el sector de bienes de consumo, en empresas como el Grupo Osborne y Grupo Domecq. Durante los cuatro años anteriores, (1974-1978), trabajó en Arthur Andersen & Co (Accenture).